# Théophile Delcassé

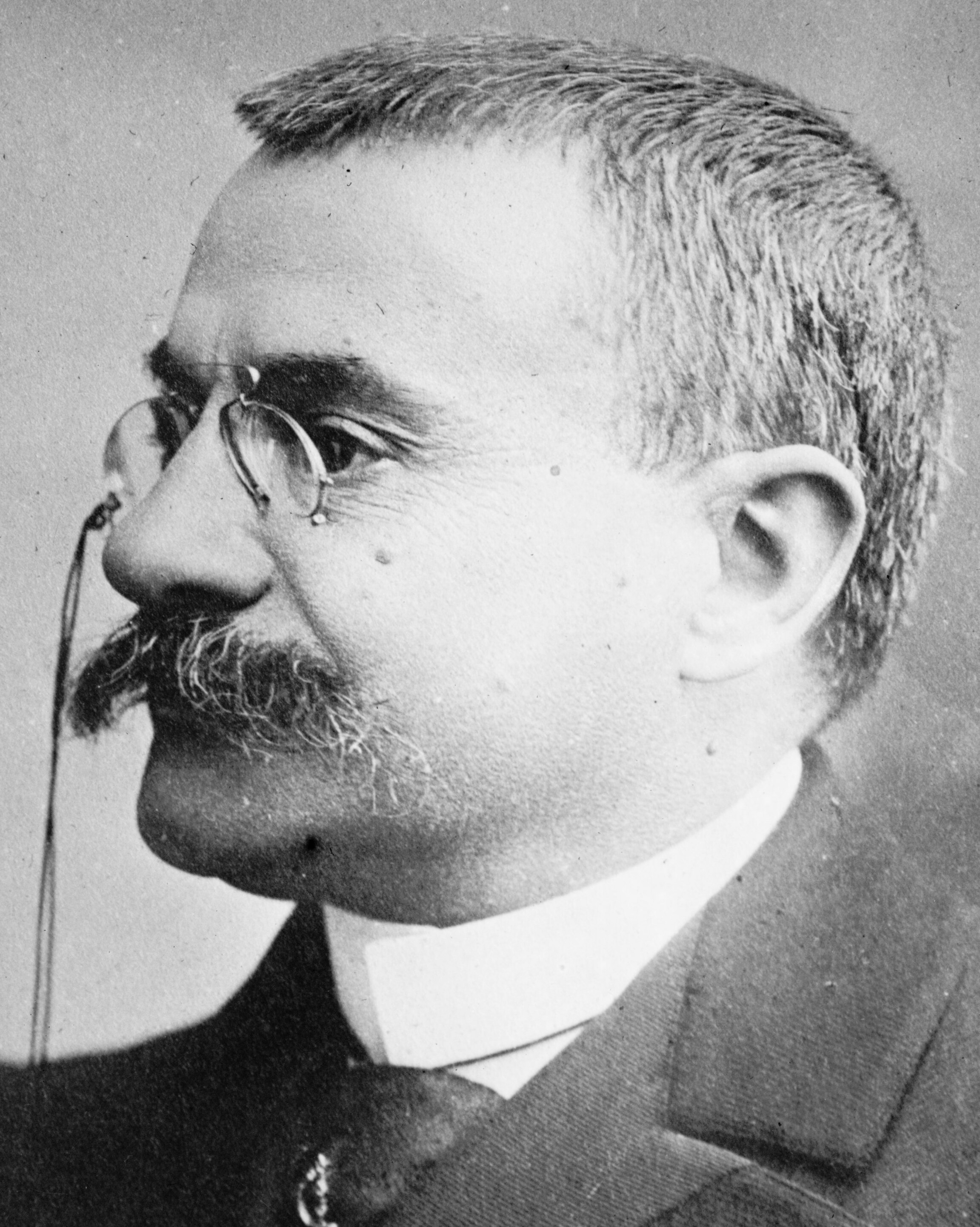
Théophile Delcassé

Théophile Delcassé (ur. 1 marca 1852, zm. 22 lutego 1923) – francuski polityk, minister kolonii (1894-1895), minister spraw zagranicznych w latach 1898–1905 i 1914–1915, minister marynarki w latach 1911–1913, ambasador w Rosji od 1913 do 1914, rzecznik zbliżenia z Wielką Brytanią i konfrontacji z Niemcami.

## Jako minister spraw zagranicznych
W czerwcu 1898 roku został ministrem spraw zagranicznych Francji. Jako taki odrzucił prowadzoną przez swojego poprzednika Gabriela Hanotax politykę pewnej współpracy i porozumienia z Niemcami. Celem Théophile’a Delcasségo było wzmocnienie aliansu z Rosją oraz wyrównanie stosunków z Włochami i Anglią. W 1899 doprowadził do tego, że zmieniono cel sojuszu z Rosją – występujące w pierwotnym tekście porozumienia „utrzymanie pokoju” zastąpiono stwierdzeniem „utrzymanie równowagi”.
W 1905 roku w czasie kryzysu marokańskiego twierdził, że Niemcy nie zdecydują się na wojnę, a jeżeli nawet doszłoby do tak nieprawdopodobnego zdarzenia, Wielka Brytania w ewentualnej wojnie stanie po stronie Francji. Przeciwnego zdania był prezes Rady Ministrów i minister finansów Maurice Rouvier, który sądził, że niemieckie niebezpieczeństwo jest realne i że nie można liczyć na brytyjską pomoc. 6 czerwca 1905 Rada Ministrów znaczną większością głosów opowiedziała się za stanowiskiem Rouviera. Odosobniony w swoim zdaniu Delcasse podał się do dymisji.